# Reimberg
Reimberg är en ort i Luxemburg.   Den ligger i distriktet Diekirch, i den centrala delen av landet, 24 kilometer nordväst om huvudstaden Luxemburg. Reimberg ligger 353 meter över havet och antalet invånare är 182.
Terrängen runt Reimberg är platt åt sydost, men åt nordväst är den kuperad.  Närmaste större samhälle är Ettelbruck, 12,1 kilometer nordost om Reimberg. 
I omgivningarna runt Reimberg växer i huvudsak blandskog. Runt Reimberg är det ganska tätbefolkat, med 116 invånare per kvadratkilometer.